# David Hendricks Bergey
Pour les articles homonymes, voir Bergey.
David Hendricks Bergey est un bactériologiste américain, né le 27 décembre 1860 à Skippack en Pennsylvanie et mort le 5 septembre 1937 à Philadelphie.

## Biographie
Avant de débuter ses études universitaires, il enseigne dans les écoles du Comté de Montgomery (Pennsylvanie). Il fait ses études à l’université de Pennsylvanie où il obtient son Bachelor of Sciences puis un Doctorat de médecine en 1884. Il pratique la médecine jusqu’en 1893. Il rejoint alors le Laboratoire d’hygiène de l’université où il enseigne l’hygiène et la bactériologie. Il dirige le laboratoire à partir de 1929 jusqu’à son départ à la retraite en 1932.
Vers 1915, il commence à écrire un manuscrit pour aider à l'identification des bactéries. Avec l'aide de la Society of American Bacteriologists, un comité de rédaction est créé et composé de David Hendricks Bergey (président), Francis C. Harrison, Robert S. Breed, Bernard W. Hammer et Frank M. Huntoon. C'est ainsi que naît la première édition du Bergey's Manual of Determinative Bacteriology, publié en 1923. un Le Determinative Manual a ensuite été publié dans huit autres éditions, et a permis la sortie du Bergey's Manual of Systematic Bacteriology. Le Bergey's Manual Trust publie actuellement la deuxième édition du Bergey's Manual of Systematic Bacteriology.